# Lövsta skytteförening
Lövsta Skytteförening är en ideell pistolskytteförening som är verksam i norra Stockholm. Föreningen har varit verksam sedan 1943 och bildades av flera sammanslagningar, bl.a. Spånga Pk, Hässelby Pk och Sundbybergs Pk.
Klubben, som är opolitisk, har till uppgift att verka för höjande av skjutskickligheten med pistol och revolver. Klubben är ansluten till Svenska pistolskytteförbundet och Svenska Skyttesportförbundet.
Varje år anordnas nybörjarkurser i pistolskytte.